# (950) Ahrensa
(950) Ahrensa es un asteroide perteneciente al cinturón de asteroides descubierto el 1 de abril de 1921 por Karl Wilhelm Reinmuth desde el observatorio de Heidelberg-Königstuhl, Alemania.
Está nombrado en honor de la familia Ahrens.
Ahrensa forma parte de la familia asteroidal de Focea.